# Bán nguyệt san Văn
Bán nguyệt san Văn là cơ quan truyền thông chuyên văn tồn tại từ tháng Giêng năm 1964 đến ngày 01 tháng 05 năm 1975 trên địa phận Việt Nam Cộng hòa.

## Lịch sử
Bán nguyệt san Văn do một nhóm trí thức thành lập tại Sài Gòn cuối năm 1963 để hưởng ứng chính sách tự do báo chí sau Cách mạng 01 tháng 11. Trong suốt thời Đệ nhị Cộng hòa, đây là cơ quan truyền thông chuyên trách văn học lớn nhất và bản thân các nhà sáng lập có tham vọng kế tục sự nghiệp lừng lẫy của Tự Lực văn đoàn.
Tờ bán nguyệt san đầu xuất bản vào tháng Giêng năm 1964 dưới nhan đề Tạp chí Văn, các số sau cứ phát hành đều đặn 2 số/tháng đến số 210 (15 tháng 09 năm 1972) thì ngưng hẳn. Từ ngày 28 tháng 09 năm 1972, Đặc san Văn được in dưới hình thức giai phẩm một số/tháng, tờ này sau đổi tên thành Đặc san Tân Văn. Ngày 01 tháng 05 năm 1975, do tình thế chính trị miền Nam biến chuyển, bán nguyệt san Văn đóng cửa vĩnh viễn.
Tháng Giêng năm 1992, văn sĩ Mai Thảo đứng ra tục bản bán nguyệt san Văn tại Mỹ với nhan đề mới Tạp chí Văn hải ngoại. Đến tháng 09 năm 1996, do tình trạng sức khỏe sa sút, ông trao lại cho ông Nguyễn Xuân Hoàng. Tạp chí Văn hải ngoại ra đến số 163 (tháng 12 năm 1996) thì ngưng. Tháng Giêng năm 1997, Tạp chí Văn mới ra số 1, đến số 125-129 (2008) thì đình bản hoàn toàn do kinh phí hạn hẹp.
| “                 | Tại miền Nam, sau giai đoạn mở đường, gieo những hạt mầm văn học vạm vỡ của các tạp chí Sáng Tạo, Hiện đại, Văn Nghệ, Thế Kỷ 20... là giai đoạn trồng, gặt những mùa gặt văn học sung mãn, bội thu, với các tạp chí Bách Khoa, Văn Học và Văn (tính từ thời điểm đầu thập niên 1960 tới tháng 04 năm 1975). | ” |
| — Thi sĩ Du Tử Lê | |   |

| “                               | Hè 1972, có mặt ở Quảng Trị lúc thành phố chưa bị ném bom hủy diệt, tôi mang về nhiều bài báo xé ra từ các số bán nguyệt san Văn, trong đó có bài 'Tự truyện viết sớm' của Ye. Yevtushenko. Chính là hồi đó, loại tài liệu này cũng là của hiếm với. Sẵn bản dịch của Vũ Đình Lưu, các bạn như Lưu Quang Vũ, Nghiêm Đa Văn, Lâm Quang Ngọc, truyền tay nhau để đọc. Tôi kể lại hai chuyện này để thấy sự chia sẻ của chúng tôi với văn học đô thị miền Nam còn là ở hai điểm. Thứ nhất, sự chi chút gia tài văn học quá khứ. Không có các anh trong ấy bao năm gìn giữ, Hàn Mặc Tử chẳng hạn, rồi Nguyễn Bính, Vũ Hoàng Chương không thể trọn vẹn như ngày nay. Thứ hai, sự tiếp nhận văn học nước ngoài từ các lý thuyết văn học tới các tác giả cụ thể. Các tạp chí ở Sài Gòn đã làm công việc này một cách tự nhiên và cuộc hội nhập với thế giới mà các bạn trẻ đầu thế kỷ XXI này đang làm là tiếp tục đi theo cái mạch đó. | ” |
| — Nghiên cứu gia Vương Trí Nhàn | |   |

## Nội dung
- Số 1: Mừng Xuân
- Số 2: Tưởng niệm Albert Camus, giới thiệu Jean-Paul Sartre
- Số 3: Giới thiệu một số văn sĩ Pháp
- Số 4:
- Số 5:
- Số 6: Giới thiệu Duyên Anh (Con sáo của em tôi), Lê Tất Điều (Vùng đất khô), Thế Uyên, Vấn đề, Thế Nguyên (Hồi chuông tắt lửa)
- Số 14: Tưởng niệm Nhất Linh, giới thiệu Nguyễn Hữu Phiếm, Nguyễn Mạnh Côn, Vũ Khắc Khoan, Vũ Hoàng Chương, Thế Nguyên (Hồi kí người bác)
- Số 17: Jean-Paul Sartre
- Số 18: Đề tài chiến tranh trong văn chương
- Số 19:
- Số 20: Saint Exupéry

## Nhân sự
- Chủ nhiệm: Nguyễn Đình Vượng (1964-74), Mai Thảo (1974-5, 1982-96), Nguyễn Xuân Hoàng (1996-2008)
- Thư kí: Trần Phong Giao (Trần Đình Tĩnh) (1964-72), Nguyễn Xuân Hoàng (1972-5)
- Biên tập viên: Tràng Thiên (Đoàn Thế Nhơn), Nguyễn Minh Hoàng, Nguyễn Ngọc Phách, Trần Thiện Đạo[5], Thư Trung
- Cộng tác viên: Vũ Hoàng Chương, Đông Hồ, Vũ Bằng, Lê Văn Trương, Nguyễn Mạnh Côn, Thanh Lãng, Nguyễn Văn Trung, Doãn Quốc Sỹ, Bình Nguyên Lộc, Sơn Nam, Nguyên Sa, Thanh Tâm Tuyền, Thảo Trường, Vĩnh Lộc, Văn Quang, Phan Du, Võ Hồng, Đặng Tiến, Tô Thùy Yên, Nguyễn Hiến Lê, Nguyễn Minh Hoàng, Vũ Đình Lưu, Nguyễn Đình Toàn, Tuấn Huy, Viên Linh, Đỗ Quí Toàn, Phạm Công Thiện, Cung Trầm Tưởng, Nguyễn Xuân Hoàng, Hoàng Ngọc Biên, Dương Nghiễm Mậu, Thanh Nam, Phan Lạc Phúc, Phan Lạc Tiếp, Huỳnh Phan Anh, Nguyễn Quốc Trụ, Nguyễn Mộng Giác, Tạ Ký, Trần Dzạ Từ, Nhã Ca, Túy Hồng, Bùi Giáng, Trùng Dương, Nguyễn Thị Hoàng, Nguyễn Thị Thụy Vũ, Minh Đức Hoài Trinh...